# Rezerwat przyrody Opalenie
Rezerwat przyrody Opalenie – rezerwat leśny na obszarze Kociewia w gminie Gniew (powiat tczewski, województwo pomorskie).
Został utworzony 12 lipca 2013 na mocy Zarządzenia Nr 23/2013 Regionalnego Dyrektora Ochrony Środowiska w Gdańsku (Dz. Urz. Woj. Pom. z dnia 27.06.2012 r. poz. 2658). W jego skład weszły utworzone w 1965 rezerwaty przyrody Opalenie Górne i Dolne oraz teren leżący pomiędzy nimi. Swą nazwę rezerwat wziął od leżącej ok. 3 km na wschód miejscowości Opalenie. Obejmuje tereny leśno-stepowe leżące nad Strugą Młyńską na terenie obszaru ewidencyjnego Rakowiec (ok. 2 km na południowy wschód od centrum miejscowości) w Nadleśnictwie Starogard. Aktualnie zajmuje powierzchnię 8,16 ha (według danych z nadleśnictwa 9,91 ha), natomiast akt powołujący podawał 8,61 ha.
Celem ochrony w rezerwacie jest „zachowanie fragmentu grądu subkontynentalnego Tilio-Carpinetum, stanowiska cennych gatunków roślin, w szczególności groszku wielkoprzylistkowego Lathyrus pisiformis”. Ochroną rezerwatu objęto m.in. znajdujące się na obszarze lasu mieszanego stanowiska pluskwicy europejskiej (Actaea europaea), paprotnika kolczystego (Polystichum aculeatum) i groszku wielkoprzylistkowego (Lathyrus pisiformis). Opalenie jest rezerwatem częściowym, na jego terenie przeprowadzane są zabiegi ochronne polegające na usuwaniu z podszytów berberysu i derenia.